# Franzburg
Franzburg (phát âm tiếng Đức: [ˈfʁantsbʊʁk]) là một đô thị tại huyện Vorpommern-Rügen (trước thuộc huyện Nordvorpommern), bang Mecklenburg-Vorpommern, miền bắc nước Đức.